# Timothy Olyphant
Timothy David Olyphant (* 20. květen 1968, Honolulu, Havaj, USA ) je americký herec. Je známý z filmů jako Vřískot 2 (1997), 60 sekund (2000), Osamělý mstitel (2003), Hitman (2007), Dokonalý únik (2009) či Tenkrát v Hollywoodu (2019). V letech 2011 až 2015 ztvárnil hlavní postavu ve westernovém seriálu Justified a v letech 2017 až 2019 účinkoval v televizním seriálu Santa Clarita Diet.

## Osobní život
Narodil se na Havaji, ale když měl dva roky, s rodinou se přestěhovali do města Modesto v Kalifornii. Je synem Katherine a JV Olyphantových. Má dva bratry, staršího Andrewa a mladšího Matthewa.
Od roku 1991 je ženatý za Alexis Knief. Žijí v části Westwood v Los Angeles a mají spolu tři děti.

## Kariéra
V roce 1995 debutoval na Broadwayi v divadelní hře The Monogamist, kde za svou roli získal ocenění Theatre World Award. V roce 1996 si zahrál po boku Goldie Hawn ve filmu The First Wives Club. Nejvíce ho však proslavila role Mickeyho v hororu Vřískot 2.
V roce 2000 byl obsazen do role detektiva v úspěšném akčním filmu 60 sekund. Byla mu nabídnuta role ve filmu Redline (později přejmenováno na Rychle a zběsile), tu ale odmítl a získal ji Vin Diesel. Zpětně v roce 2011 přiznal své zklamání z toho, že roli nepřijal. Po boku Vin Diesela si zahrál v roce 2003 ve filmu Osamělý mstitel. Ve stejném roce si zahrál i ve sci-fi filmu Pavučina snů po boku Morgana Freemen, Jasona Leea a Donnieho Wahlberga.
V roce 2004 získal pozitivní recenze za svůj herecký výkon ve filmu Sexbomba od vedle. Ve stejném roce přijal roli šerifa Bullock ve westernovém seriálu Deadwood. Seriál se natáčel od roku 2004 do roku 2006. V roce 2007 ztvárnil hlavní roli ve snímku inspirovaném videohrou Hitman. Pro autentičnost postavy si oholil hlavu. V témže roce se objevil i v první sérii televizního seriálu Samantha Who? po boku Christiny Applegate.
V roce 2011 byl obsazen do hlavní role ve westernovém seriálu Justified. Filmoví kritici označili jeho roli v seriálu jako průlomovou.
Objevil se v hostující roli v televizním seriálu The Grinder v letech 2015 a 2016. Za svůj herecký výkon získal v roce 2016 ocenění Critics' Choice Television Awards. V roce 2019 ztvárnil jednu z vedlejších postav i ve filmu Quentina Tarantina Tenkrát v Hollywoodu.
V roce 2020 ztvárnil postavu maršála Cobba Vantha v televizním seriálu Mandalorian.

## Filmografie

### Film
| Rok  | Název                     | Role                 | Poznámky |
| ---- | ------------------------- | -------------------- | -------- |
| 1996 | Klub odložených žen       | Brett Artounian      |          |
| 1997 | Extra život               | turista              |          |
| 1997 | Vřískot 2                 | Mickey Altieri       |          |
| 1998 | 1999                      | Hooks                |          |
| 1998 | Když utichly trumpety     | Terrence Lukas       |          |
| 1999 | No Vacancy                | Luke                 |          |
| 1999 | Go                        | Todd Gaines          |          |
| 1999 | Advice from a Caterpillar | Brat                 |          |
| 2000 | Klub zlomených srdcí      | Dennis               |          |
| 2000 | 60 sekund                 | detektiv Drycoff     |          |
| 2001 | Vzhůru nohama             | Michael              |          |
| 2001 | Dvojník                   | Roy Mason            |          |
| 2001 | Rocker                    | Rob Malcolm          |          |
| 2002 | Coastlines                | Sonny Mann           |          |
| 2003 | Životní jistoty           | Randy                |          |
| 2003 | Pavučina snů              | Pete Moore           |          |
| 2003 | Osamělý mstitel           | Hollywood Jack       |          |
| 2004 | Sexbomba od vedle         | Kelly                |          |
| 2006 | Život jde dál             | Fritz Messing        |          |
| 2007 | Smrtonosná past 4.0       | Thomas Gabriel       |          |
| 2007 | Hitman                    | Agent 47             |          |
| 2008 | Ve službách války         | poručík Boot Miller  |          |
| 2008 | Bill                      | Chip Johnson         |          |
| 2009 | Dokonalý únik             | Nick Bennett         |          |
| 2009 | Vznešenej život           | Dick                 |          |
| 2010 | Podivní                   | šerif David Dutten   |          |
| 2010 | Elektra Luxx              | Dellwood Butterworth |          |
| 2011 | Rango                     | Duše Západu          |          |
| 2011 | Jsem číslo čtyři          | Henri                |          |
| 2013 | Dealin' with Idiots       | Maxův otec           |          |
| 2014 | Co by kdyby               | Horry Callen         |          |
| 2016 | Svátek matek              | Henry                |          |
| 2016 | Snowden                   | CIA agent Geneva     |          |
| 2018 | Dark Was the Night        | Steven Lang          |          |
| 2019 | Hledá se Yetti            | Willard Stenk (hlas) |          |
| 2019 | Tenkrát v Hollywoodu      | James Stacy          |          |
| 2021 | Špaček                    | Travis Delp          |          |
| 2021 | National Champions        | Elliott Schmidt      |          |
| 2022 | Amsterdam                 | bude oznámeno        |          |
| 2022 | Havoc                     | bude oznámeno        |          |

### Televize
| Rok           | Název                              | Role                             | Poznámky                                                                     |
| ------------- | ---------------------------------- | -------------------------------- | ---------------------------------------------------------------------------- |
| 1996          | Pan a paní Smithovi                | Scooby                           | díl: Pilot                                                                   |
| 1996–1997     | Každý den v akci                   | Brett Farraday                   | 3 díly                                                                       |
| 1998          | Sex ve městě                       | Sam                              | díl: Údolí mazlíčků                                                          |
| 2002          | Noční přízraky                     | Eli                              | díl: The Maze/Harmony                                                        |
| 2004–2006     | Deadwood                           | šerif Seth Bullock               | 36 dílů                                                                      |
| 2006          | Jmenuju se Earl                    | Billy Reed                       | díl: Tátovo auto                                                             |
| 2008          | Samantha Who?                      | Winston Funk                     | díl: The Boss                                                                |
| 2009–2010     | Patty Hewes - nebezpečná advokátka | Wes Krulik                       | 11 dílů                                                                      |
| 2010–2015     | Strážce pořádku                    | Raylan Givens                    | 78 dílů, také výkonný producent                                              |
| 2010          | Kancl                              | Danny Cordray                    | 3 díly                                                                       |
| 2012          | Liga snů                           | Wesley                           | díl: The Freeze Out"                                                         |
| 2013          | Archer                             | Lucas Troy (hlas)                | Episode: "The Wind Cries Mary"                                               |
| 2013          | The Mindy Project                  | Graham Logan                     | díl: Sk8er Man                                                               |
| 2015–2016     | The Grinder                        | Sám sebe / Rake Grinder          | 4 díly                                                                       |
| 2017–2019     | Santa Clarita Diet                 | Joel Hammond                     | 30 dílů, také výkonný producent                                              |
| 2019          | Deadwood                           | Seth Bullock                     | TV film, také výkonný producent                                              |
| 2020          | Dobré místo                        | Sám sebe                         | díl: Změnil ses, člověče                                                     |
| 2020          | Larry, kroť se                     | Mickey                           | díl: You’re Not Going to Get Me to Say Anything Bad About Mickey             |
| 2020          | Fargo                              | Dick "Deafy" Wickware            | 7 dílů                                                                       |
| 2020          | Mandalorian                        | Cobb Vanth                       | díl: Chapter 9: The Marshal                                                  |
| 2021          | Americký táta                      | Nowell (hlas)                    | díl: Klaus and Rogu in Thank God for Loose Rocks: An American Dad! Adventure |
| 2021          | Rick a Morty                       | Voják námořní pěchoty USA (hlas) | díl: Rick & Morty's Thanksploitation Spectacular                             |
| 2021          | Simpsonovi                         | šerif Flanders (hlas)            | díl: Seriózní Flanders                                                       |
| 2022          | Boba Fett: Zákon podsvětí          | Cobb Vanth                       | díl: Kapitola 6: Z pouště přichází cizinec                                   |
| 2022          | The Great North                    | Wade (hlas)                      | díl: Beef's in Toyland Adventure                                             |
| bude oznámeno | Daisy Jones & The Six              | Rod                              |                                                                              |
| bude oznámeno | Justified: City Primeval           | bude oznámeno                    |                                                                              |

### Videohry
| Rok  | Název                          | Role                  | Poznámky |
| ---- | ------------------------------ | --------------------- | -------- |
| 2008 | Turok                          | Kovboj (hlas)         |          |
| 2011 | Call of Duty: Modern Warfare 3 | seržant Grinch (hlas) |          |

### Divadlo
| Rok  | Název                 | Role                         | Divadlo                  |
| ---- | --------------------- | ---------------------------- | ------------------------ |
| 1995 | The Monogamist        | Tim Hapgood                  | Playwrights Horizons     |
| 1996 | The Santaland Diaries | Crumpet, elf / David Sedaris | Atlantic Theater Company |
| 1997 | Plunge                | Jim                          | Playwrights Horizons     |
| 2016 | Hold On to Me Darling | Strings McCrane              | Atlantic Theater Company |

### Podcast
| Rok  | Název                 | Role      | Poznámky |
| ---- | --------------------- | --------- | -------- |
| 2020 | Billionaire Boys Club | Moderátor | Wondery  |